# Forza Motorsport 5
『Forza Motorsport 5』（フォルツァ モータースポーツ 5）は、マイクロソフトより2013年に発売されたXbox One用レーシングシミュレータゲーム。Forza 5と略される。Xbox 360で2011年に発売された Forza Motorsport 4の続編。日本国内での発売はXbox One国内ロンチの2014年。

## 概要
- シリーズで初めてのXbox One対応の作品となった。
- 日本語版の発売は北米版が出てから10ヵ月遅れとなった。これはXbox One本体の日本での発売が北米より10ヶ月遅れたことに起因する。

## 特徴
- シリーズで初めて、各プレイヤーのドライビング・データを学習し蓄積させて、オフラインのレースに反映させる「Drivatar」が採用された。プレイヤーがゲームを起動していない時でもレースに参戦し、ゲーム内クレジットを獲得する。
- 画像は1080P、フレームレートはForzaシリーズの代名詞でもある60fps固定描写。
- オンラインはXbox Live専用サーバーと Smart Match マッチメイキングが導入された。

- レース終了後の順位により金メダル、銀メダル、銅メダルを獲得するシステムも導入された。

- プレイヤー好みのカーデザインを表示する機能も追加された。
- Xbox 360からXbox Oneへの移行に伴い、コースレイアウトは全て作り直された。もともと収録されているコースをランク分けし不合格なものは削除し、新たにレーザースキャンを導入して全てキャプチャーし直したとのこと。
- 車両も同様にレーザースキャンを導入し、古い物は持ち越さず、ほぼ全て作り直された。クオリティーに問題ない車両に関してはポリゴンを追加してリリースしている。
- 本作からオリジナルコースであるプラハ市街地コース(チェコ共和国)が初登場。

- 前作に引き続いて、BBCの人気番組「Top Gear」とのコラボレーションが行われていて、司会者のジェレミー・クラークソン、リチャード・ハモンド、ジェームズ・メイによる解説、同番組の企画チャレンジ、ザ・スティグ の「デジタルいとこ（The Stig's Digital Cousin）」なる人物が登場してのレースがある[1]。容姿は3代目スティグと変わらないが、3代目スティグとは別人である（という設定）。これは、番組の広報スタッフによればスティグ本人では強すぎてプレイヤーが楽しめない、という声がスタッフやジェレミーから上がったから、とのこと[2]。
- Xbox One用キネクトによるヘッドトラッキング機能を搭載。
- 余談ではあるが、Xbox One用標準ゲームパッドにインパルストリガーが搭載され、Xbox 360までのForzaシリーズよりもゲームとの親和性が向上している。

## 車両における特徴
- 前作よりは減ったが、DLCを含めるとクラシックカーからフォーミュラカーまで全部で300台以上の車が収録されている[3]。

- 前作では、一部車種にしかなかった、鑑賞モードのAuto VistaがForza Vistaと名前を変えて、更に全車種に適用された。前作まで収録されていた車種を除き,トランクとボンネットの開放が可能である。

- DLCで購入した車両は、最初の1台に限り、クレジットやトークンを使わずに無料で入手できる。

- カスタマイズやチューニング、アップデートも豊富に用意されている。

特にペイント機能はForzaシリーズの大きな特徴の一つで、色、レイヤー、バイナルなどをユーザーが自由に使って車のデザインを作成、共有できる。本作からプラットフォームがOneへと移行した事により、レイヤー数も大幅に増えた(レイヤー数は3000。フロントバンパー、リアバンパー、リアスポイラーなど、スペースが狭い場所でも1000まで)ため、より自由度の高いデザイン作成が可能となった。
デザインの中には実在するレース車両を模したものから、ユーザーのオリジナルデザイン、またアニメなどのペイントを施した痛車など、精巧なデザインが多数作成され、ユーザー間で共有されている。
開発元のターン10も、オリジナルデザインなど集めたフォトコンテストを頻繁におこなっていて、作品をゲーム内やForzaHubで閲覧できる。
Forza 4ではペイント機能の共有にはXBOX Live ゴールドが必要であったが、本作以降はLive シルバー（無料）でも共有できるようになった。
- 車体表現に改良が加えられ、レース中に物損事故を起こすと、ドアミラーが取れ、窓ガラスが割れたり[注 1]、ボディに汚れが付くようになったが、バンパーは外れなくなった。ダメージ表現は設定で変更が可能。

## アシスト・機能
オート・ブレーキ
Forza Motorsport 3から採用されている。カーブの手前で自動的にブレーキがかかりカーブを曲がれる速度まで減速する。
推奨ライン
コース上に理想的な走行ラインが描かれ、加速と減速のタイミングをラインの色で表示される。
リワインド
ドライビング中にトラブルが起きた際に、その前まで巻き戻しができるアシスト機能。ただ、これを使用すると、賞金から10%が差し引かれる。
クイック・アップグレード
レースの際に車両のチューニングがボタン一つで可能である。
Drivataur レベル
設定により対戦相手の強弱が数段階から選択できる。それにより,賞金がアップしたり差し引かれるシステムとなっている。
上記の他にABS、STM、TCS、マニュアル・オートマチックも選択が可能。

## ゲーム・モード
- キャリア
  - メインのレース。今作も、各国のサーキットを巡り進めることになる。
- ライバル

## 収録コース

### 実在コース
マウント パノラマ モーター レーシング サーキット (オーストラリアニューブランズウィック州 )
ヤス・マリーナ・サーキット(アラブ首長国連邦)
スパ・フランコルシャン(ベルギー)
カタルーニャ・サーキット（スペインカタルーニャ州）
ロングビーチ市街地コース
インディアナポリス・モーター・スピードウェイ(米国インディアナ州)
ロード・アメリカ(Road America)
ロード・アトランタ(Road Atlanta)
ラグナ・セカ(Mazda Raceway Laguna Seca)
ニュルブルクリンク(Nürburgring)
前作まではDöttinger-Höheのストレート上がスタート地点だったが、本作よりNordkehre付近に変更された。
セブリング・インターナショナル・レースウェイ(Sebring International Raceway)
シルバーストン・サーキット(Silverstone Racing Circuit)
サルテ・サーキット(Le Mans Circuit de la Sarthe)
ブガッティ・サーキットも含む。
TopGearテストトラック(イギリス)
BBCの人気番組のTop Gearのコース。様々なイベントが行われる。

### オリジナル・コース
ベルナー・アルプス(スイス)
前作にも登場していたコース。
プラハ市街地コース(チェコ共和国)
本作初登場したコース。
テスト トラック エアフィールド（米国カリフォルニア州）
廃棄された飛行場。

## 登場メーカー
| - アキュラ - アルファロメオ - アストンマーティン - アウディ - ベントレー - BMW - キャデラック - シトロエン - シボレー - フェラーリ - ダッジ - フォード - 三菱 - ランチア - パガーニ - スズキ - 日産 - ホンダ - プジョー - ルノー - シェルビー・アメリカン | - ロータス - メルセデス・ベンツ(メルセデスAMG) - マセラティ - マクラーレン - スバル - トヨタ - ミニ - インフィニティ - レクサス - RUF - ロールスロイス - ポンティアック - フォルクスワーゲン |

## DLC
- カーパス

購入すれば、有料のコンテンツが割引価格になる。

### 無料
- DAY ONE カーパック(期間限定無料配信)

本作の発売を記念してTurn 10 Studiosが特別にチューニング&カスタムペイントした3車種のセット。2014年9月4日から1か月間のみの配信。
・(2010 Audi TT RS Coupe/2013 Ford Focus ST/2011 Lamborghini Gallardo LP570-4 Superleggera)
- ホンダ・レジェンド・カーパック
- インフィニティ・カーパック
- 2014 Renault Spark SRT_01E
- 2013 Vauxhall Astra 1.6 Tech Line Top Gear Edition
- フォード・マスタング
- ロールス・ロイス・レイス (2013)

### 有料カーパック
- Alpinestars[6]
- Bondurant
- Hot Wheels
- IGN
- La Ferrari
- Meguiar
- Smoking Tire
- Top Gear

日本語版に含まれているため無料。
- ロングビーチ・ブースターパック(コースは無料)
- ニュルブルリンク・ブースターパック(コースは無料)
- ロード・アメリカ・ブースターパック(コースは無料)
- VIP メンバーシップ

## 限定版

### ディスク版
・通常版
・Limeted Edition
ソフトには、
- Top Gear カー パック
- Limited Edition カー パック
- VIP メンバーシップ
- 1,250 カー トークン
- デカール シート
- Steelbook ケース

が含まれている。
・Forza Motorsport 5 Greatest Hits (廉価版)
2016年2月25日にGreatest Hitsとして発売された。通常版同様、TOP Gear カーパックが同梱されている。

### ダウンロード版
・Forza Motorsport 5 レーシング ゲーム オブ ザ イヤー エディション
Xboxストアにて販売。ディスク通常版と内容は同じ。TOP Gear カーパックが付属する。
・Forza Motorsport 6 & Forza Motorsport 5 バンドル
Xboxストアにて販売。Forza Motorsport 6とのセット。

## Forza専用アプリ

### Forza Hub
- Forza Mortorsport専用情報アプリ。

Forzaシリーズの今までの自分の階級や獲得リワードの確認と獲得、フォトモードや公式サイトと
同じ情報の閲覧や商品購入まで、幅広くカバーする専用アプリ。
Windows 10でも使用可能。